# Alena Bets
Alena Bets –en bielorruso, Алена Бец; en ruso, Елена Беть, Yelena Bet– (Masty, URSS, 2 de mayo de 1976) es una deportista bielorrusa que compitió en piragüismo en la modalidad de aguas tranquilas. Ganó una medalla de plata en el Campeonato Europeo de Piragüismo de 2001, en la prueba de K4 1000 m.

## Palmarés internacional
| Campeonato Europeo | Campeonato Europeo | Campeonato Europeo | Campeonato Europeo |
| Año                | Lugar              | Medalla            | Competición        |
| ------------------ | ------------------ | ------------------ | ------------------ |
| 2001               | Milán (Italia)     | Medalla de plata   | K4 1000 m          |